# Hugh Gough, 1. Viscount Gough

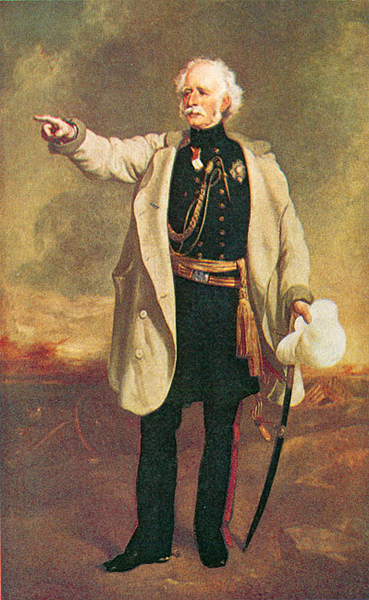
Hugh Gough, 1. Viscount Gough

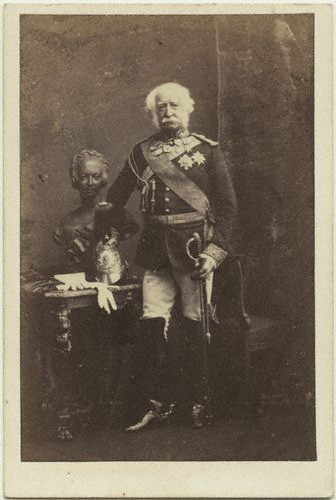
Gough im Jahr 1861

Hugh Gough, 1. Viscount Gough Bt KP GCSI KCB PC (* 3. November 1779 in Woodstown, Limerick; † 2. März 1869 in St. Helen’s House, Booterstown, Dublin) war ein britischer Feldmarschall.

## Leben
Goughs Vater war Oberst der Limericker Stadtmiliz und seine Brüder dienten in den Koalitionskriegen. Hugh Gough trat 1794 in die britische Armee ein und nahm 1795 an der Eroberung des Kaps der guten Hoffnung teil, anschließend in Westindien an dem Angriff auf Puerto Rico und an der Einnahme von Surinam. 1809 befehligte er während der Napoleonischen Kriege auf der Iberischen Halbinsel das zweite Bataillon des 87. Regiment in den Schlachten von Talavera, Barossa, Vitoria und Nivelle sowie bei den Belagerungen von Cádiz und Tarifa. Bei Talavera wurde er verwundet.
1830 wurde Gogh zum Generalmajor ernannt und 1837 zum Kommandeur der Mysore-Division der Madras Army. 1841 erhielt er das Kommando über die Landtruppen im Ersten Opiumkrieg in China, wo er das kaiserliche Heer in mehreren Schlachten und Gefechten besiegte. 1842 wurde er zum Generalleutnant befördert. Er drang dann abermals siegreich vor und stürmte am 21. Juli Chin-Kiang-Foo.
Am 23. Dezember 1842 wurde Gough zum Baronet, of Synone and Drangan in the County of Tipperary, erhoben und mit dem Oberkommando in Indien betraut. Hier besiegte er 1843 bei Maharajpur die Marathen. Gough war Oberbefehlshaber im Ersten Sikh-Krieg schlug 1845 die Sikhs in der Schlacht von Mudki, erstürmte das Lager in der Schlacht von Ferozeshah und brachte schließlich dem Feind am 10. Februar 1846 in der Schlacht von Sobraon eine vollständige Niederlage bei. Am 22. Februar zog er in Lahore ein. Gough erhielt den Dank des Parlaments und wurde am 25. April 1846 unter dem Titel Baron Gough, of Chinkeangfoo in China and of Maharajpore and the Sutlej in the East Indies, zum Peer erhoben.
Als im Herbst 1848 der Zweite Sikh-Krieg ausbrach, befehligte Gough am 22. November die Schlacht von Ramnagar, für die er in die Kritik geriet. Es folgte am 13. Januar 1849 die blutige Schlacht von Chillianwala, in der die Briten das Schlachtfeld nur mit Mühe behaupteten. Die Direktion der Britischen Ostindienkompanie beschloss, ihm das Kommando zu nehmen und es General Napier zu übertragen. Doch hatte Gough am 21. Februar die Sikhs bei Gujrat erneut angegriffen und sie nach hartnäckiger Gegenwehr fast aufgerieben. Von allen Seiten umzingelt, legte der Rest ihres Heeres am 14. März die Waffen nieder.
Anschließend wurde das Punjab dem britisch-indischen Reich einverleibt. Gough wurde am 15. Juni 1849 zum Viscount Gough, of Goojerat in the Punjab and of the City of Limerick, erhoben, verbunden mit einer jährlichen Pension von 2000 £ für ihn und seine nächsten zwei Titelerben. Er kehrte nach Europa zurück und schloss sich im House of Lords der Partei der Whigs an. 1862 erhielt er den Feldmarschallsrang.
Gough starb am 2. März 1869 in seinem Anwesen St. Helen’s in Booterstown.
Hugh Gough war der Großvater der Generale Charles John Stanley Gough und Hugh Henry Gough, Urgroßvater der Generale Hubert Gough und John Gough. Bis auf Hubert Gough erhielten alle das Victoria-Kreuz, die höchste Auszeichnung Großbritanniens für überragende Tapferkeit im Angesicht des Feindes.